# Риданна

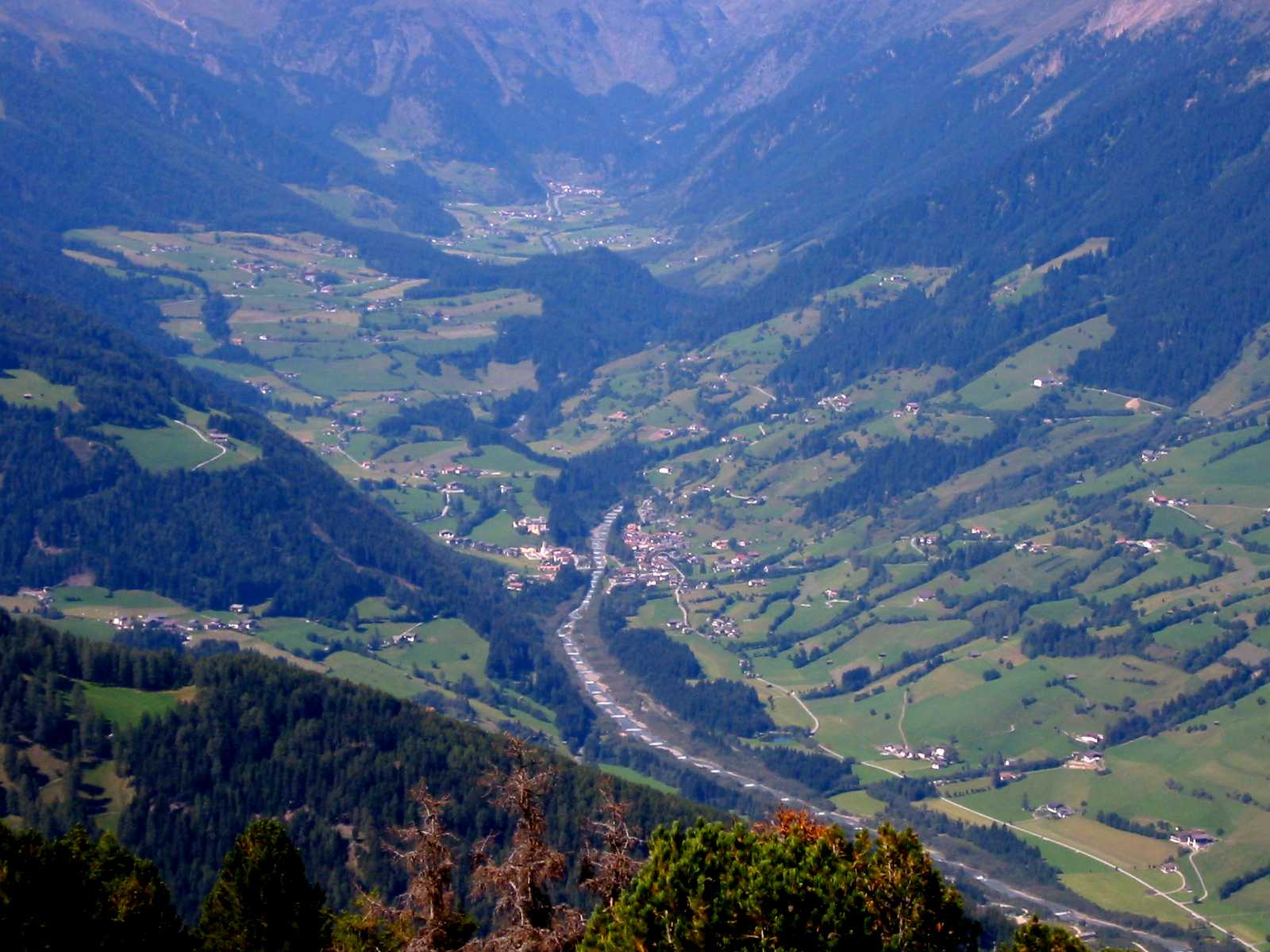
Риданна

Риданна (итал. Ridanna) — округ и кадастровый квартал в коммуне Рачинес в провинции Больцано в автономной области Трентино — Альто-Адидже в Италии. Расположен в долине Валь-Риданна на высоте 1342 метров над уровнем моря и в нем проживает около 850 жителей. История места последние 800 лет связана с добычей серебра, свинца и цинка. Шахта, одна из самых высокогорных и удаленных в Альпах, была закрыта из-за нерентабельности только в 1985 году. Музей горного дела Южного Тироля рассказывает об этой истории.
До 1929 года Риданна была самостоятельной коммуной.
Риданна является популярным местом у туристов и альпинистов. Отсюда можно взобраться на ледник Übeltalferner, крупнейший в Южном Тироле. Зимой место популярно у лыжников и биатлонистов. Здесь находится современный центр биатлона, который в 2011 году был местом проведения чемпионата Европы по биатлону. В 2015 году в Риданне прошел второй этап кубка IBU.